# M. H. Maxy
Max Hermann Maxy sau M. H. Maxy (n. 26 octombrie 1895, Brăila, România – d. 19 iulie 1971, București, România) a fost un pictor, scenograf și profesor universitar din România, de origine evreiască.:p. 485

## Viață și operă
S-a născut în 1895 la Brăila, dar familia se mută curând la București, unde artistul își face studiile. A luat primele lecții de pictură cu Camil Ressu și Iosif Iser în 1912. Între 1913-1916 urmează cursurile Școlii de Arte Frumoase, avându-i ca profesori pe Frederic Storck, la desen, și la pictură pe Camil Ressu.
Este combatant în Primul Război Mondial, iar în 1918, împreună cu artiștii I. Ross și I. Steurer, debutează la Iași cu o expoziție de desene și picturi cu scene de pe front. 
Prima expoziție personală, în care expune multe din pânzele cu scene de război, i se vernisează în 1920 la București, iar în 1921 participă la expoziția Societății Arta Română.
Între 1922-1923 studiază, la Berlin, cu Arthur Segal, și el originar din România, și devine membru al celebrei Novembergruppe (Berlin), împreună cu Mattis-Teutsch, Karl Schmidt-Rottluff, Wilhelm Schuler, Ines Wetzel, Arthur Goetz, Walter O. Grimm, Bruno Beye, Wladislav Skotarek, Josef Capek, Franz Wilhelm Seiwert, Julius Kaufmann si Erich Goldbaum. Expune, alături de Paul Klee și Louis Marcoussis la galeriile „Der Sturm”.
În 1924 participă la Expoziția Internațională a grupului „Contimporanul”, alături de Brâncuși, Paul Klee, Hans Arp, Arthur Segal, Marcel Iancu, Victor Brauner, C. Mihăilescu, Milița Petrașcu și înființează, în același an, Academia de Artă Modernă și Decorativă, pe care o concepe în spiritul Bauhaus, susținând ideea unității de stil dintre toate formele artei. Academia devine, în 1928, Studioul de Artă Decorativă, promovând stilul Art Deco.

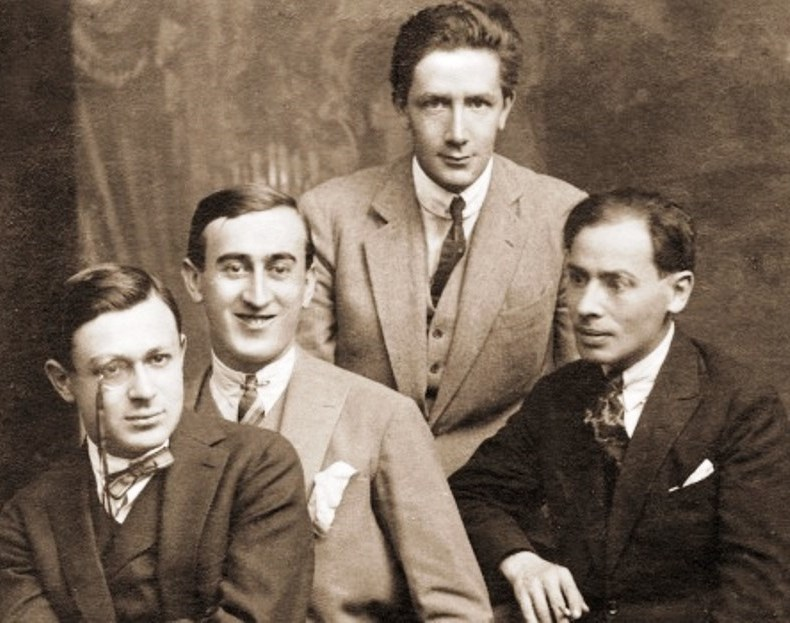
De la stânga la dreapta: Tristan Tzara, M. H. Maxy, Ion Vinea și Jacques G. Costin

Maxy este fondatorul revistei de avangardă „Integral”, la care vor contribui Filip Brunea-Fox, Ion Călugăru, Ilarie Voronca, Benjamin Fondane și Hans Mattis-Teutsch. Revista va apare sub îngrijirea sa până în 1928.
În 1926, aflat la Paris, Maxy lucrează scenografia și costumele la „Omul, bestia și virtutea” de Pirandello și la „Saul” de Gide. Influența scenografiei ruse a anilor 1920 și mai ales a lui Bakst sunt evidente.
Revenit în România, artistul participă, în 1929, la expoziția grupului „Arta Nouă” și este distins cu medalia de aur la Expoziția Internațională de la Barcelona unde a expus obiecte de artă decorativă. Între 1930-1938 Maxy este prezent la toate expozițiile „Contimporanului”, la expoziția de la Roma a „Grupului de artă modernă” și la manifestările grupării artistice „Criterion”.
Maxy începe să lucreze, în 1939, scenografie pentru teatrul evreiesc bucureștean „Barașeum”. Din 1941, odată cu aplicarea legislației antievreiești, devine director al acestui teatru, pe care-l conduce împreună cu regizorul Alexandru Finți și actrița Beate Fredanov. În aceeași perioadă este profesor la Școala de Artă pentru Evrei, instituție particulară frecventată de elevi și studenți excluși, pe motive rasiale, din școlile de stat. După război organizează expoziția „Muncă și artă” la care, alături de artiști consacrați, expun și o parte din elevii săi.  În 1966 participă la expoziția „Dada” de la Paris. În anul 1945, precum și în perioada 1946-1948, a fost președintele Comitetului Democrat Evreiesc, organizație satelit a PCR.
M. H. Maxy este numit, în 1949, Director al Muzeului de Artă al României și profesor universitar la Institutul de Artă Plastică „Nicolae Grigorescu” din București, unde va preda până în 1951. Se stinge din viață în 1971, la București.
Creația de tinerețe a lui Maxy stă sub semnul constructivismului, dar lucrările expuse la expoziția „Arta Nouă” anunță deja o orientare spre un modernism moderat. Remarcabilă este și grafica sa, mai ales ilustrațiile la volumele lui Sașa Pană și Ilarie Voronca, ca și galeria de portrete ale tovarășilor de generație, publicate în „Integral”, „Contimporanul”, „Unu”, „75 HP” și revista evreiască de cultură „Puntea de Fildeș”.

## Distincții
- Ordinul Muncii clasa a III-a (9 iunie 1954) „pentru merite deosebite în domeniul artelor plastice”[9]
- titlul de Artist Emerit al Republicii Populare Romîne (26 august 1954) „pentru merite excepționale în domeniul dezvoltării artei”[10]
- Ordinul „23 August” clasa a IV-a (12 august 1959) „pentru activitate rodnică în dezvoltarea științei și culturii din Republica Populară Romînă”[11]
- Ordinul Muncii clasa a II-a (10 august 1964) „pentru merite deosebite în opera de construire a socialismului, cu prilejul celei de a XX-a aniversări a eliberării patriei”[12]
- titlul de Maestru Emerit al Artei din Republica Socialistă România (2 noiembrie 1965) „pentru activitate îndelungată și merite deosebite în domeniul creației plastice”[13]
- Ordinul „Meritul Cultural” clasa a II-a (1968) „pentru activitate deosebită în domeniul artelor plastice”[14]